# Santi Escura i Moradell
Santi Escura i Moradell (Mollet del Vallès, 9 d'octubre de 1971) és un pianista i compositor català. Va estudiar en el Conservatori Superior de Música de Barcelona. Ha desenvolupat la seva acció musical en els àmbits de la docència, composició, orquestració, direcció musical i la interpretació pianística. Ha estat director de l’Orquestra Selvatana del 1997 al 2000. Des de l'any 2013 fins al 2017, va ser pianista acompanyant i arranjador al Cor dels Amics de l’Òpera de Girona, sota la direcció de Conxita Garcia i Melgarejo.
El seu catàleg com a compositor inclou obres per a diferents formacions i gèneres musicals. En el terreny audiovisual, multimèdia, teatral i col·laboratiu ha compost, orquestrat i interpretat en diversos àmbits i estils, fins i tot combinant la música clàssica i el jazz. També ha compost diverses sardanes, algunes de les quals, guardonades.
Ha interpretat i estrenat les seves obres i orquestracions amb reconeguts intèrprets musicals i orquestres com: Claudi Arimany, Christoph Rahn, Eduard Sánchez, Walter Auer, Orquestra de Cambra de L'Empordà, Orquestra Filharmònica de Catalunya, Orquesta Sinfónica Ciudad de Elche o l'Orquestra UNESCO Barcelona.
Les seves composicions es publiquen a DINSIC Publicacions Musicals i els seus arranjaments i orquestracions clàssiques són distribuïdes per NAXOS Publishing, amb seu a Viena.